# 中国传媒大学校友列表
本列表收录在中国传媒大学学习过的知名人物。列表将人物粗分为数大类，并遵循各类人物不重叠的原则进行编辑。

## 播音员、主持人
- 李泽华: 中央电视台担任主持人（页面存档备份，存于）
- 陈鲁豫: 凤凰卫视担任主持人
- 周涛: 中央电视台节目主持人
- 李咏: 中央电视台著名节目主持人。曾多次主持中央电视台的春节联欢晚会。
- 欧阳夏丹: 2005年央视十佳主持人
- 罗京: 《新闻联播》节目最资深的男主播之一。2009年6月5日早晨不幸因病去世，终年48岁。
- 李瑞英: 中国中央电视台新闻播音员，央视《新闻联播》最资深的女主播之一。
- 陈晓楠: 凤凰卫视新闻节目主持人
- 鲁健: CCTV当家主播，因主持《中国新闻》、《新闻六十分》、《财经时讯》、《今日关注》等新闻栏目走红。
- 张绍刚: 1990年进入北京广播学院摄影系，1994年成为北大广电研究生。现为中国传媒大学电视系老师。
- 毕福剑: 中国中央电视台文艺部导演，是中国记者进入北极的第一人，同时他也是央视优秀的主持人之一。
- 李梓萌: 1996年毕业于北京广播学院，后来分配到中央电视台。她曾经主持过《文化报道》、《国际时讯》。
- 胡蝶: 现为中国中央电视台新闻频道《朝闻天下》女主播。
- 康辉: 中央电视台播音员主持人，主持《新闻联播》、《新闻20分》、《新闻直播间》等多档节目。
- 薛飞: 1982年毕业于北京广播学院（现中国传媒大学）播音主持专业，中国中央电视台《新闻联播》原著名节目播音员、主持人。曾是八十年代最著名的男主播之一。
- 张海洁: 新加坡新傳媒電視8頻道著名新聞主播、時事節目主持人。出生於中國西安，2003年成為新加坡公民。
- 杜宪: 中央电视台著名的节目主持人，毕业于北京广播学院（现为中国传媒大学）。她是著名影星陈道明的夫人。
- 白岩松: 央视著名主持人，中央电视台新闻评论员，任《焦点访谈》《新闻周刊》《感动中国2008》等节目主持人，2000年被授予“中国十大杰出青年”。
- 崔永元: 主持策划，制片，艺术总监
- 杨舒: 1984年出生自春城昆明，是凤凰卫视目前最年轻的新闻主播
- 田源: 湖南卫视天天向上主持人，天天兄弟中的老三。和天天兄弟其他成员一起参加过各种活动。
- 欧阳智薇: 财经频道最年轻的主持人
- 肖艳: 中国中央电视台新闻频道《24小时》女主播。
- 梁茵: 鳳凰衛視著名主持人。
- 張萌萌: 中央電視台體育評論員。於2010年在第四屆全國電視體育節目主持人大會上獲得新銳主持人獎。
- 紫凝: 目前主持中央电视台综合频道《晚间新闻》、中央电视台新闻频道《新闻直播间》和《午夜新闻》。
- 段暄: 主持《天下足球》《德甲直播》等栏目至今，并担任过多项国内外体育赛事的解说员，常和陶伟搭档，专门负责央视国际足球的解说、评论和报道，谙熟意甲、英超等国际足坛动态。曾获得网上观众投票中央电视台十佳主持人称号，是中央电视台最优秀的节目主持人之一。
- 齊思鈞: 芒果TV主持人，艺人。曾主持过《乘风破浪的姐姐2》《披荆斩棘的哥哥》等节目，担任常驻嘉宾的综艺有《牛气满满的哥哥》《名侦探学院》等。现在是《天天向上》的主持人之一。
- 马凡舒：中国中央电视台主持人。
- 段余霜：《英雄联盟》官方主持人。

## 歌手、演员
- 邬倩倩：艺人。
- 孫茜：女演員。
- 胡可：北京大学生电影节最佳女主角。
- 王蓉：中国大陆流行女歌手。
- 李湘：著名主持人、影视演员、制作人。
- 赵子琪：中国著名影视演员、节目主持人。
- 邓家佳：中国传媒大学表演系本科毕业，2010年邓家佳出演电视剧《爱情公寓2》的唐悠悠人气飙升，成为新一界的时尚新宠。
- 韦娜：出生於新疆烏魯木齊，維吾爾族，擁有俄羅斯血統，畢業於中國傳媒大學表演系，知名模特、演員、歌手。
- 瞿澳暉：中國大陸男演員。中國傳媒大學表演系畢業。
- 马思纯：演艺明星，2010年毕业于该校播音与主持专业。
- 王鶴潤：演艺明星，毕业于该校編導专业，出演豔骨靜姝一角，金枝玉葉出演昭華公主
- 马启光：毕业于中国传媒大学05级表演系，中国大陆新生代演员、歌手、模特、主持人，曾因拍摄韩国围巾广告博得关注，2007年演唱歌曲《王子再见》使其人气飙升。
- 榮光：演員、導演、監製、京劇演員。
- 紫寧：麥銳娛樂旗下女藝人，2018年4月參加創造101，以第七名成績出道成團，為前火箭少女101成員
- 曾美慧孜：演员，第38届香港电影金像奖最佳女主角。
- 吳芊盈：2018年創造101選手，演員，主演親愛的吾兄。
- 彭小苒：女演員，電視劇東宮女主角
- 龐瀚辰：男演員
- 符雅凝：2015级声乐表演专业，果然娱乐练习生、青春有你2选手，
- 楊梓鑫：團體C.T.O成員、歌手、演員
- 刘畅：男演員
- 高君雨，女演員，曾因拍攝步步高點讀機廣告引起關注。
- 李岱昆：男演員
- 賀峻霖：中國男歌手、男演員。現為時代少年團成員。
- 李逸男：男演員
- 鄭興：男創作歌手、製作人，也為許多歌手寫歌（光良、曾沛慈、梁文音、任家萱、梁靜茹、弦子），2018年憑藉首張專輯入圍金曲獎年度專輯、最佳國語專輯與最佳新人。
- 田一名：男網絡歌手

## 电视制作人
- 刘长乐: 凤凰卫视董事局主席兼行政总裁。
- 王纪言: 凤凰卫视执行副总裁兼中文台台长，北京电视艺术家协会理事，中国电视艺术家协会会员，中国广播电视学会理事兼电视研究会副主任、中国电视艺术委员会委员。
- 张晓海: 中央电视台文艺中心主任，高级编辑、编导。
- 时间: 栏目监制、媒体人。
- 梁建增: 中央电视台新闻评论部的主任。
- 杨洪新：新疆电视台台长。
- 王峥: 制片人。

## 文学学者
- 韩晗: 当代中国最活跃的青年学者与随笔作家之一，中国作家协会会员。已连续三次以最年轻获奖者的身份问鼎中国戏剧文学奖一等奖。

## 其他
- 厉振羽：国际知名媒体人、双语作家、学者、文化评论家，人民日报社人民网资深主编。
- 苏晓康: 为中国著名文学家、异议份子，《河殇》总撰稿人，并以此而闻名，被视为是中国八十年代报道文学代表人物之一。
- 王卯卯: 网络人气形象兔斯基的作者，2007年毕业于该校动画专业。
- 郭镇之: 中国著名的新闻学者、教授，清华大学新闻与传播学院教师。
- 沈家煊: 中国著名的语言学家、教授，中国社科院语言所所长，《中国语文》主编。
- 王久良: 中国著名的電影導演、攝影師。
- 黃愷: 中國桌遊《三國殺》創辦人。
- 何九华：德云社相声演员
- 冯琳：庆祝建党百年大会朗诵者